# Szír katolikus egyház
A szír katolikus egyház a Közel-keleten elterjedt sui iuris keresztény egyház a katolikus egyházon belül. Olyan, eredetileg ortodox hívők közösségei alkotják, amelyek 1783-ban vagy azután egységre léptek a pápával.

## Szervezete, elterjedése
Az egyház feje az antióchiai szír katolikus pátriárka címet viseli; székhelye Bejrút (Libanon), de a hívek nagyobb része Szíriában, Irakban és Törökországban él. A jelenlegi pátriárka, Mar Ephrem Joseph Younan 2009. január 20-án lépett hivatalba, és a Mar Ignatius Joseph III Younan, vagyis III. József Ignác nevet vette fel.
Az antiochiai pátriárka cím erősen vitatott, a szír katolikus pátriárkán kívül még négy keleti keresztény egyház feje formál jogot a viselésére.

## Liturgiája
Liturgiájában az úgynevezett antióchiai szír rítust követi több más keleti keresztény közösséghez hasonlóan, mint például a malankárok és a maroniták, de eltérően a melkiták rítusától.